# Кристијан Ганеа
Кристијан Георге Ганеа (рум. Cristian George Ganea; Бистрица, 24. мај 1992) је румунски фудбалер који тренутно наступа за Фарул из Констанце. Игра на позицији левог бека.

## Успеси
Универзитатеа Крајова
- Друга лига Румуније (1) : 2013/14.[7]

 Виторул Констанца
- Прва лига Румуније (1) : 2016/17.[8]
- Суперкуп Румуније: (финале: 2017)[9]